# Муратов, Александр Александрович (режиссёр)
Алекса́ндр Алекса́ндрович Мура́тов (род. 15 февраля 1952, Ленинград) — советский и российский кинорежиссёр и сценарист; Заслуженный деятель искусств Российской Федерации (2003).

## Биография
Родился 15 февраля 1952 года в Ленинграде.
Окончил режиссёрский факультет ВГИКа (1978, мастерская Ю. Егорова).
В 1978 году снял свой первый фильм «Хористка». Режиссёр таких известных фильмов и телесериалов, как «Моонзунд», «Криминальный квартет», «Королева Марго», «Д. Д. Д. Досье детектива Дубровского», «Львиная доля», «Девять неизвестных».
Работал режиссёром-постановщиком на киностудии «Ленфильм», с 1989 года — режиссёр-постановщик киностудии «Мосфильм». Преподавал режиссуру игрового кино в Ленинградском институте культуры, с 1998 года преподаёт на режиссёрском отделении ВКСР.

## Семья
Женат на поэтессе и барде Веронике Долиной.
Сын — Матвей Александрович Долин (род. 1995), студент.

## Режиссёрские работы
- 1978 — «Хористка»
- 1982 — «Таможня»
- 1984 — «Восемь дней надежды»
- 1985 — «Контракт века»
- 1987 — «Моонзунд» (по одноимённому роману Валентина Пикуля)
- 1989 — «Криминальный квартет»
- 1990 — «…По прозвищу «Зверь»»
- 1992 — «Рукопись» (по повести Лидии Чуковской «Спуск под воду»)
- 1996 — «Королева Марго» (телесериал)
- 1999 — «Д. Д. Д. Досье детектива Дубровского» (телесериал)
- 2001 — «Львиная доля»
- 2001 — «Удар Лотоса»
- 2003 — «Бульварный переплёт»
- 2004 — «32 декабря»
- 2005 — «Девять неизвестных» (телесериал)
- 2008 — «Умница, красавица»
- 2010 — «Шериф» (телесериал)
- 2011 — «Правила маскарада»
- 2012 — «Средство от смерти»
- 2014 — «Алхимик. Эликсир Фауста» (телесериал)
- 2015 — «Достали!»
- 2016 — «Все возрасты любви»
- 2020 — «Петербургский роман»
- 2023 — «Графиня Аиссе»

## Призы и награды
- 1987 — Золотая медаль имени Довженко (фильм «Моонзунд»)
- 1990 — МКФ триллеров в Коньяке (Приз публики, фильм «Криминальный квартет»)
- 2003 — КФ «Бригантина» (Приз за лучшую режиссёрскую работу, фильм «Бульварный переплёт»)
- 2003 — Заслуженный деятель искусств Российской Федерации[1].
- 2015 — приз лучшему режиссёру на фестивале «Созвездие» (Орёл)[2] (фильм «Достали!»)
- 2015 — приз за лучший семейный фильм на V Международном фестивале семейного кино «Вверх» (Ростов-на-Дону)[3] (фильм «Достали!»).
- 2015 — Почётная грамота Президента Российской Федерации[4]
- 2021 — Орден Дружбы — за заслуги в развитии отечественной культуры и искусства, многолетнюю плодотворную деятельность.